# Semblant
Semblant é uma banda brasileira de death metal melódico formada em 2006 na cidade de Curitiba, Paraná pelo vocalista Sergio Mazul e o tecladista J. Augusto.

## História
A banda teve origem em 2006 após os amigos Sergio Mazul e J. Augusto decidirem reunir suas influências musicais em um projeto de metal com uma atmosfera obscura. Com a adição da vocalista feminina Katia Shakath, uma demo intitulada Behold the Real Semblant foi lançada em 2008, recebendo diversas críticas positivas e permitindo que a banda pudesse também realizar algumas apresentações ao vivo, além de terem sido escalados como banda de abertura dos grupos Tristania e Nightwish no Brasil em maio e novembro de 2008, respectivamente.
Ao fim de 2009, a banda lançou seu primeiro single, "Sleepless", para a promoção do álbum de estreia Last Night of Mortality, que foi liberado em 22 de maio de 2010 através da Free Mind Records. Pouco após o lançamento do disco, Shakath saiu do grupo e foi substutuída pela cantora Mizuho Lin, que realizou todos os shows da subsequente turnê de divulgação. Os guitarristas Sol Perez e Juliano Ribeiro adentraram o grupo no ano seguinte, e para apresentar a nova formação foi lançado o EP Behind the Mask em 11 de novembro de 2011.
Mais tarde em 11 de julho de 2014, foi lançado o segundo álbum da banda, Lunar Manifesto, severamente aclamado pela crítica especializada e cujo teve uma ampla repercussão na Internet através dos videoclipes das faixas "What Lies Ahead" e "Dark of the Day". O álbum foi ainda comercializado nos Estados Unidos e Europa em julho de 2016 através da EMP Label Group, gravadora gerenciada por David Ellefson (Megadeth).
Em dezembro de 2018, a banda disponibilizou uma série em quadrinhos intitulada Blood Chronicles, realizada em parceria com o escritor e ilustrador André Meister, cujas histórias são inspiradas nas letras das canções do grupo.
Obscura, o terceiro disco de estúdio da banda, foi lançado em 6 de março de 2020 através da gravadora italiana Frontiers. A primeira turnê europeia do grupo estava programada para abril do mesmo ano, no entanto, devido à pandemia de COVID-19, os concertos foram reagendados quatro vezes, até finalmente virem a acontecer em julho de 2022. Contudo, o grupo aproveitou o período inativo da pandemia para trabalhar em seu álbum seguinte, culminando no lançamento de Vermilion Eclipse em 15 de abril de 2022.

## Formação

### Atual
- Sergio Mazul – vocais (desde 2006)
- J. Augusto – teclado (desde 2006)
- Mizuho Lin – vocais (desde 2010)
- Juliano Ribeiro – guitarra (desde 2011)
- Thor Sikora – bateria (desde 2013)
- Johann Piper – baixo (desde 2019)

### Ex-membros
- Sol Perez – guitarra (2011–2019)
- João Vitor – baixo (2014–2018)
- Rodrigo Garcia – baixo (2012–2014)
- Leonardo Rivabem – baixo (2007–2012)
- Rhandu Lopez – bateria (2011–2012)
- Everson Choma – guitarra (2008–2011)
- Roberto Hendrigo – guitarra (2008–2011)
- Phell Voltollini – bateria (2009–2011)
- Katia Shakath – vocais (2006–2010)
- Alison "Djesus" de Gaivos – bateria (2006–2008)
- Rafael Bacciotti – guitarra (2006–2007)
- Mário J. B. Gugisch – baixo (2006–2007)
- Vinicius Marcel – guitarra (2006)
- Márcio Lucca – bateria (2006)
- Cândido Oliveira – bateria (2006)

## Discografia
| - Last Night of Mortality (2010) - Lunar Manifesto (2014) - Obscura (2020) - Vermilion Eclipse (2022) - Behold the Real Semblant (2008) - Behind the Mask (2011) | - "Sleepless" (2009) - "Throw Back to Hell" (2012) - "Sleepless" (2010) - "What Lies Ahead" (2015) - "Dark of the Day" (2015) - "Incinerate" (2017) - "Mere Shadow" (2020) - "Murder of Crows" (2020) - "Dethrone the Gods, Control the Masters" (2020) - "Purified" (2022) - "Enraged" (2022) - "Through the Denial" (2022) |